# Roberto María Ortiz

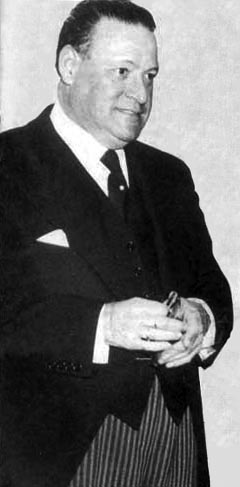
Roberto María Ortiz

Roberto María Ortiz (mit vollem Namen Jaime Gerardo Roberto Marcelino Maria Ortiz Lizardi) (* 24. September 1886 in Buenos Aires; † 15. Juli 1942) war argentinischer Präsident vom 20. Februar 1938 bis zum 27. Juni 1942.
Als Student an der Universität Buenos Aires wirkte er 1905 bei einem erfolglosen Umsturz mit. 1909 wurde er Rechtsanwalt. Er trat in die Unión Cívica Radical ein und wurde 1920 in den argentinischen Nationalkongress gewählt. Von 1925 bis 1928 war er Arbeitsminister. Er unterstützte den rechtsgerichteten Umsturz von 1930 und diente als Schatzminister von 1935 bis 1937.
Im Präsidentschaftswahlkampf 1937 war er der Kandidat der Regierungspartei und gewann, obwohl die Opposition ihn des Wahlbetrugs beschuldigte – solche Praktiken waren in den 1930er Jahren in Argentinien („década infame“ – deutsch: berüchtigtes Jahrzehnt) notorisch. Ortiz hat diese Beschuldigungen nicht abgestritten, aber als er im Amt war, bemühte er sich um Stärkung der Demokratie in der argentinischen Politik. Er unterstützte im Zweiten Weltkrieg die Alliierten, erklärte jedoch Deutschland wegen der Opposition in der Armee nicht den Krieg. Ortiz erkrankte 1940 schwer an Diabetes, sodass er im August 1940 durch den erzkonservativen Vizepräsidenten Ramón Castillo ersetzt wurde, der mit Deutschland sympathisierte und auch die alte Wahlbetrugspolitik wieder herstellte.